# Арцебарський Анатолій Павлович

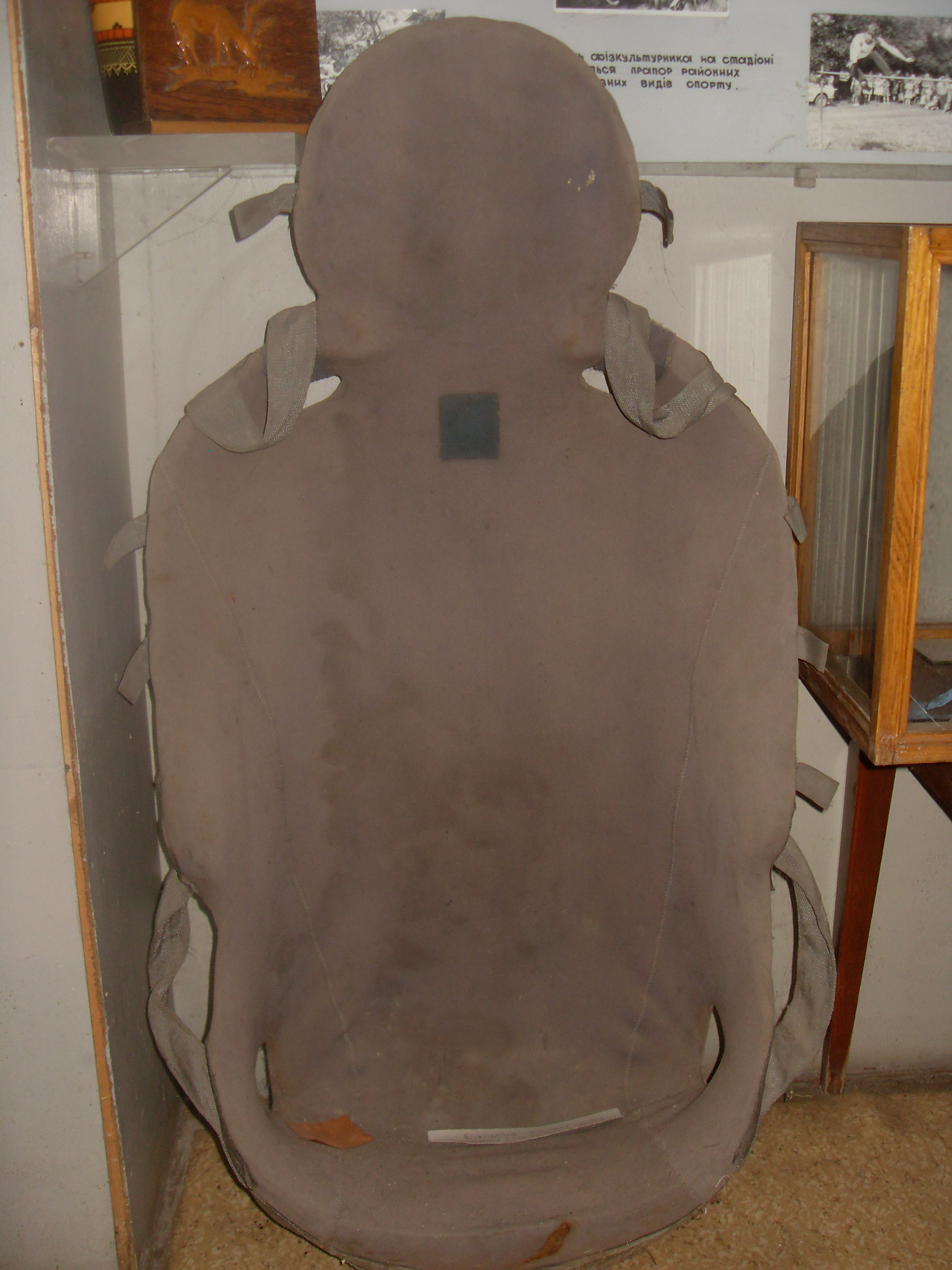
Ложемент, який належав Арцебарському А. П.

Анатолій Павлович Арцебарський (рос. Анатолий Павлович Арцебарский, * 9 вересня 1956, смт. Просяна Покровського району Дніпропетровської області УРСР) — український радянський льотчик-космонавт, льотчик-випробувач, Герой Радянського Союзу, полковник запасу.

## Життєпис
У 1977 — закінчив Харківське Вище військове авіаційне училище льотчиків (ХВВАУЛ) ім. двічі Героя Радянського Союзу С. І. Грицевця за фахом «Командна тактична винищувальна авіація», отримав диплом військового льотчика-інженера.
З 1977 року служив льотчиком-інструктором 812-го навчального авіаполку цього ж училища. У 1978 літав на бойове застосування з перехоплення повітряної цілі.
У 1982—1983 проходив підготовку у 267-му Центрі випробування авіаційної техніки та підготовки льотчиків-випробувачів в місті Ахтубінськ Астраханській області.
З 1983 року служив льотчиком-випробувачем служби льотних випробувань винищувачів-перехоплювачів ППО та літаків фронтової авіації Державного Червонопрапорного науково-випробувального інституту ВВС (ДЧ НДІ ВПС).
У 1983—1987 роках без відриву від випробувальної роботи навчався в Ахтубінській філії Московського авіаційного інституту імені Серго Орджонікідзе «Зліт» (вечірнє відділення) на факультеті літакобудування.
Улітку 1985 відібраний в ДЧ НДІ ВПС для роботи за програмою «Буран». 2 вересня 1985 року відібраний кандидатом у космонавти.
З листопада 1985 по травень 1987 року проходив загальнокосмічну підготовку в Центрі підготовки космонавтів ім. Ю. О. Гагаріна (методом зборів). У 1987 році отримав кваліфікацію космонавта-випробувача. У зв'язку з затягуванням реалізації програми «Буран» у 1988 році був зарахований до загону космонавтів ЦПК ВПС на посаду космонавта-випробувача.
У 1988—1989 роках проходив підготовку в групі космонавтів за програмою польотів на ОК «Мир».
З 18 травня по 10 жовтня 1991 року здійснив космічний політ як командир транспортного кораблю «Союз ТМ-12» і орбітального комплексу «Мир» за програмою 9-ї основної експедиції і програми Juno. Стартував разом з С. Крікалевим і Х. Шарман (Велика Британія). Під час польоту здійснив шість виходів у відкритий космос загальною тривалістю 32 години 17 хвилин. Передав зміну на станції екіпажу 10-ї основної експедиції, і повернувся на Землю разом з Т. Аубакіровим і Ф.Фібеком (Австрія). Тривалість польоту склала 144 діб 15 годин 21 хвилина 50 секунд.
З 1992 року — інструктор-космонавт-випробувач 2 групи.
7 вересня 1993 року відрахований із загону космонавтів ЦПК ВПС і прикомандирований до Центру програмних досліджень Російської Академії наук (РАН) в якості радника, інструктора-космонавта-випробувача РАН. У 1994 році зарахований на посаду радника, інструктора-космонавта-випробувача РАН. Працював в лабораторії великогабаритних конструкцій, був начальником сектора інформаційних технологій.
У 1996 — закінчив Академію Генерального штабу МО РФ.
У 1996—1998 служив у Головному штабі ВПС РФ членом Науково-технічного комітету з питань орбітальних і багаторазових авіаційно-космічних комплексів.
20 серпня 1998 року звільнений із ВС у запас.